# Phenomenon II – Ein wunderbares Genie
Phenomenon II – Ein wunderbares Genie, ein Filmdrama aus dem Jahr 2003, ist eine für das Fernsehen produzierte Neuverfilmung des Films Phenomenon – Das Unmögliche wird wahr mit John Travolta aus dem Jahr 1996. Regie führte Ken Olin.

## Handlung
George Malley sieht ein seltsames Licht. Er entdeckt am nächsten Tag, dass seine geistigen Kräfte gestiegen sind. Er setzt sie ein, um Verwandten und Bekannten zu helfen. Im Heimatort wird er zum Außenseiter.
Malley fährt nach San Francisco, wo er Seinesgleichen kennenlernt. Dazu gehört ein Junge, der als Kind die ihm geschenkte Novelle Der alte Mann und das Meer durchlas. Dafür benötigte er eine halbe Stunde. Daraufhin verschlechterte sich das Verhältnis des Jungen zu seinem Vater.
Malley spürt es als seine Mutter einen Schwächeanfall hat. Er ruft einen Freund im Heimatort an, dem er verrät, dass er sich beobachtet fühlt.

## Kritiken
Die Website „Science Fiction TV-Tipps“ lobte Jill Clayburgh und Peter Coyote als „überzeugend“.

## Hintergründe
- Der als die Pilotfolge einer Fernsehserie konzipierte Film wurde in British Columbia gedreht. Aufgrund der schlechten Rezeption des Films wurde die Produktion der Serie verworfen